# Protesty w Hongkongu (2019–2020)
Protesty w Hongkongu – demonstracje w Hongkongu rozpoczęte w marcu 2019 roku po ogłoszeniu projektu ustawy, która pozwala na ekstradycję obywateli do Chińskiej Republiki Ludowej.
Od czasu powrotu Hongkongu do Chin terytorium to ma status Specjalnego Regionu Administracyjnego, który ma obowiązywać do 2047. Od 2012 przewodniczący Xi Jinping zaczął silnie ingerować w politykę autonomii i naruszać swobody obywatelskie mieszkańców, dążąc do budowy jednolitego ustroju w ramach całego państwa.

## Historia
Pierwsze zgromadzenia zaczęły się 4 czerwca, w rocznicę stłumienia protestów na placu Tian’anmen, gdy w wieczornej demonstracji wzięło udział 2 mln mieszkańców siedmiomilionowego Hongkongu. Przyczyną późniejszych protestów był projekt ustawy, który pozwalał na ekstradycję podejrzanych o przestępstwa do Chin. Wywołało to sprzeciw mieszkańców Hongkongu, którzy obawiali się, że będzie to narzędzie nękania dysydentów i niepokornych biznesmenów, którzy cieszą się w Hongkongu większą swobodą niż w pozostałej części Chin.
Pomimo że 18 czerwca szefowa administracji Carrie Lam zawiesiła procedowanie ustawy i przeprosiła za brutalność policji rozpędzającej demonstracje, protesty nie wygasły, ponieważ strajkujący domagali się całkowitej rezygnacji z projektu. Dodatkowo niektórzy uczestniczący w wiecach ludzie zaczęli domagać się wypuszczenia aresztowanych demonstrantów, dymisji szefowej autonomii Carrie Lam, większych swobód obywatelskich i możliwości wybierania szefa administracji miasta w wolnych wyborach. W demonstracjach 16 czerwca 2019 r. wzięło udział ok. 2 mln ludzi spośród 7 mln mieszkańców Hongkongu.
1 lipca 2019 roku, jak co roku, doszło do ponad półmilionowej demonstracji z okazji 22. rocznicy powrotu do Chin. Części demonstrantów udało się szturmowanie parlamentu, lecz mimo protestów demokratycznych posłów, demonstranci zdewastowali wnętrze, a policja spacyfikowała okupujących gmach.
9 lipca szefowa administracji Carrie Lam oświadczyła, że ustawa ekstradycyjna została całkowicie umorzona. Stwierdziła, że:

Nadal utrzymują się wątpliwości co do szczerości rządu lub obawia się, czy rząd wznowi proces w radzie legislacyjnej. Powtarzam, nie ma takiego planu. Ustawa jest martwa.

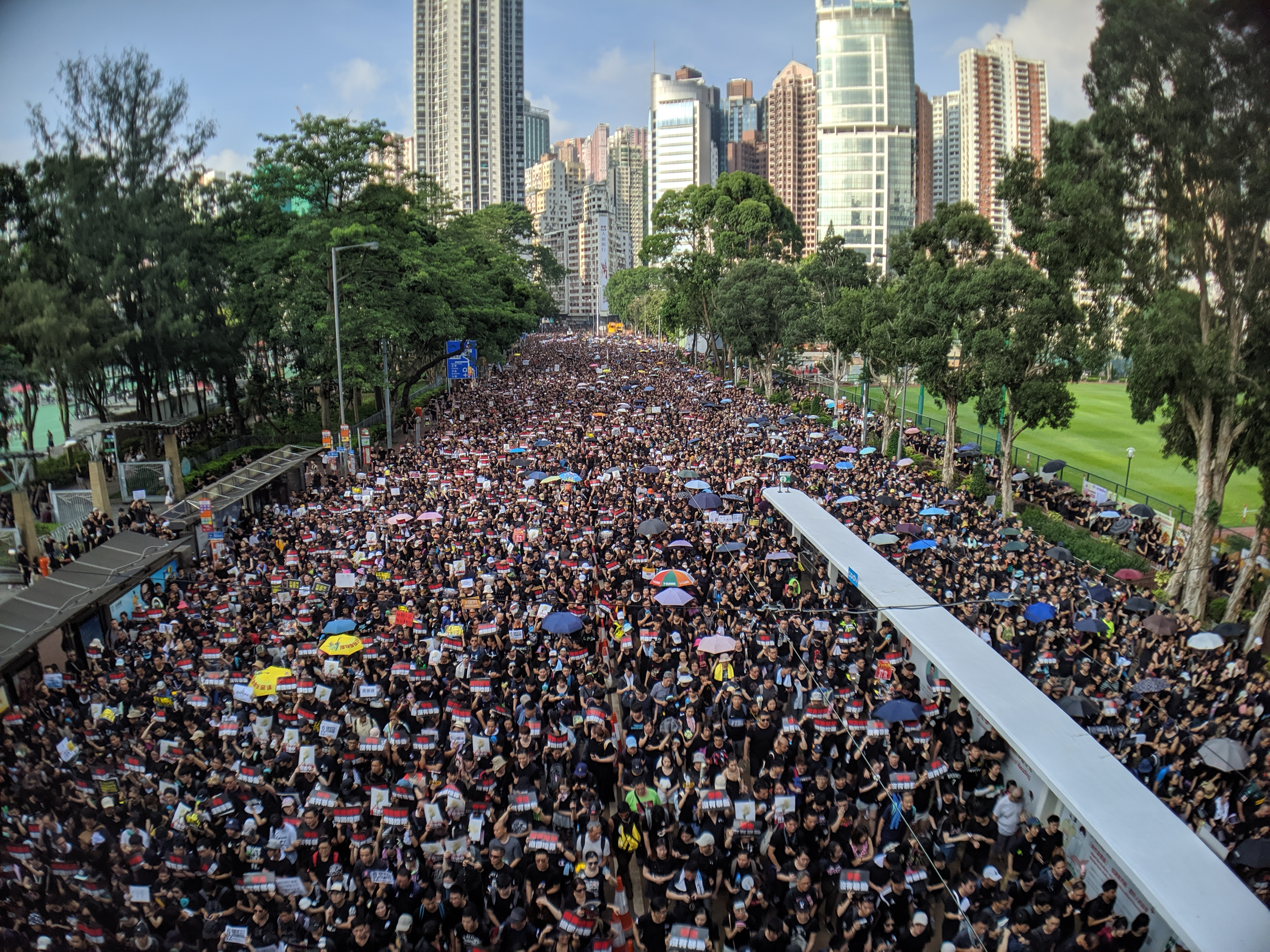
Protest w dniu 16 czerwca 2019 r.

Mimo to protestujący nie zakończyli protestu, jak po parasolkowej rewolucji. Protestujący nie mieli liderów ani komitetów, w związku z czym ich postulaty nie były wyraźnie artykułowane, ale oprócz całkowitego odrzucenia prawa o ekstradycji, najczęściej postulowane były: dymisja Carrie Lam, śledztwo w sprawie działań policji podczas demonstracji i uwolnienie aresztowanych. Chiński rząd bezwarunkowo poparł Lam, kiedy ta nie wyraziła gotowości spełnienia któregokolwiek z tych postulatów. Wobec tego praktycznie codziennie odbywały się demonstracje, na które zwoływano się z małym wyprzedzeniem przez różne aplikacje. Z czasem protesty zmieniły formę z masowych, pokojowych marszy w spontaniczne starcia z policją o charakterze flash mobów.
21 lipca w rejonie stacji Yuen Long niezidentyfikowane bojówki uzbrojone w bambusowe i metalowe kije zaatakowały demonstrantów wracających z protestów w centrum miasta. Policja nie zareagowała wówczas na wezwania pomocy, w efekcie czego wśród demonstrantów pojawiło się przekonanie o działaniu bojówek na rzecz władz.

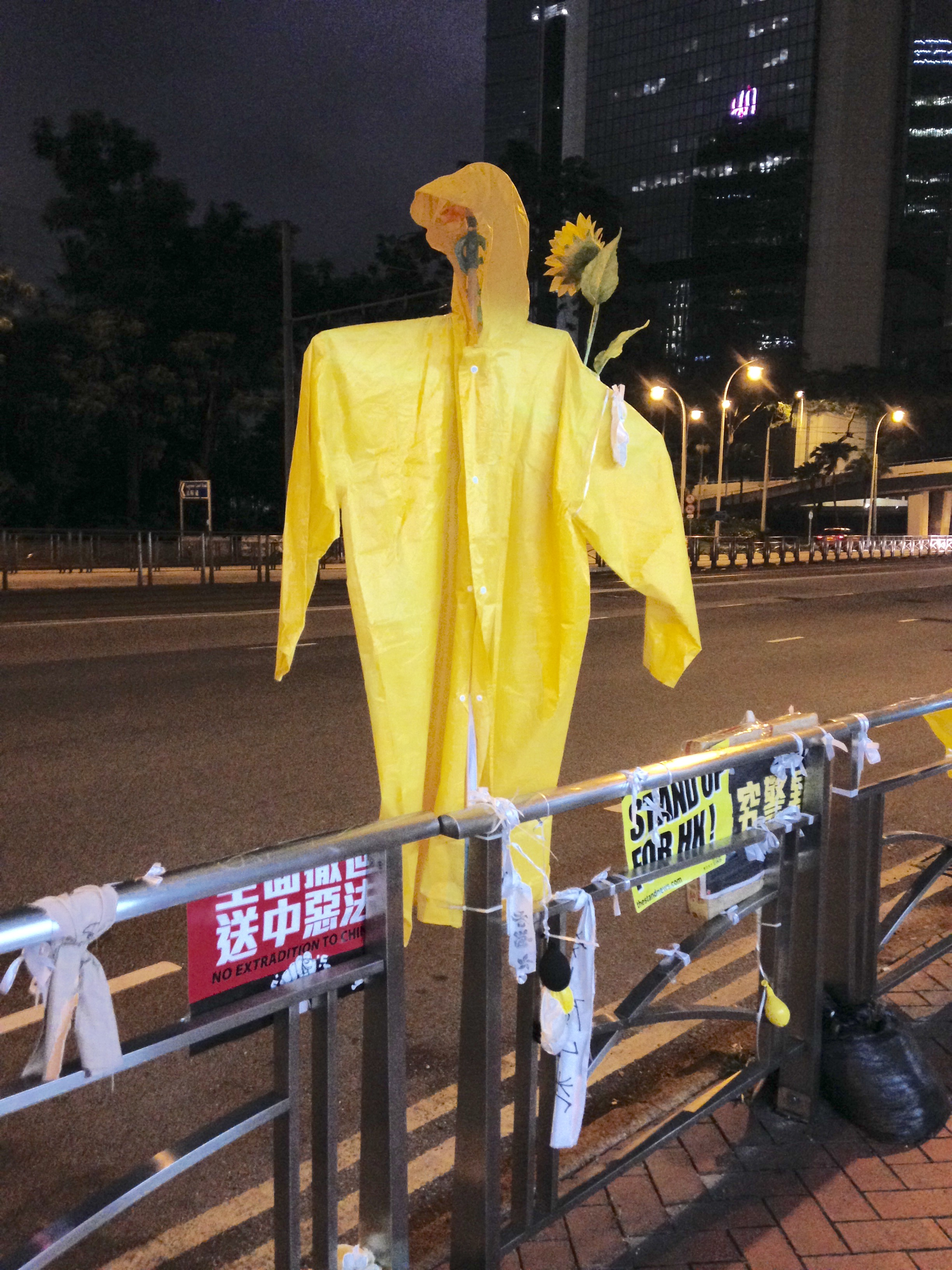
Upamiętnienie osoby, która w ramach protestów popełniła samobójstwo.

W zorganizowanym na przełomie lipca i sierpnia strajku generalnym wzięli udział pracownicy służb publicznych, którzy wezwali do podjęcia rozmów z demonstrantami, oraz prawnicy protestujący przeciw rosnącej brutalności policji i narastającej fali aresztowań. W sierpniu do pracy przywrócono z emerytury komisarza Lau Yip-shing, który w 2014 r. kierował likwidacją rewolucji parasolek. 9 sierpnia protesty zaczęły się także w hali przylotów lotniska Chek Lap Kok i trwały tam do 13 sierpnia, co spowodował paraliż lotniska – 12 sierpnia trzeba było odwołać 200 lotów, dzień później odwołano wszystkie odloty, a w hali przylotów odbywały się starcia demonstrantów z policją. Po 10 tygodniach protestów straty hongkońskiej giełdy wyniosły 600 mld dolarów, dynamika wzrostu PKB spadła z 2–3% poniżej 1%, a liczba nabywców dóbr luksusowych spadła o 30–50%. Jedną z przyczyn protestów było pogarszanie się warunków życia (rosnące koszty życia, niestabilne, i niskopłatne zatrudnienie), w związku z czym władze miasta ogłosiły plan stymulacji gospodarki i pomocy małym i średnim przedsiębiorcom oraz gospodarstwom domowym.
W planowanych na 16 sierpnia protestach demonstranci zamierzali apelować do rządu Wielkiej Brytanii, by przyznał, że Chiny naruszyły warunki przekazania im Hongkongu oraz do rządu Stanów Zjednoczonych, by nałożył sankcje na polityków rządzących Hongkongiem. Tego samego dnia na stadionie w pobliskim Shenzhen miały miejsce manewry Zbrojnej Policji Ludowej, która ćwiczyła tłumienie protestów. 14 sierpnia prezydent USA Donald Trump napisał, że zakończenie represji wobec demonstrantów mogłoby posunąć naprzód amerykańsko-chińskie rozmowy o porozumieniu handlowym, a dzień później powiedział, że jest zaniepokojony możliwością użycia siły przez Chiny i zapowiedział rozmowę telefoniczną z Xi Jinpingiem, natomiast ambasador Chin w Wielkiej Brytanii zaznaczył, że jeśli rząd Hongkongu nie będzie w stanie poradzić sobie z opanowaniem sytuacji to rząd centralny zainterweniuje.
1 października zorganizowano w mieście pokojowe marsze, które szybko zamieniły się w starcia z policją, która po raz pierwszy otworzyła ogień do grupy demonstrantów. 11 listopada podczas kolejnych protestów policjant postrzelił z ostrej broni studenta. 15 listopada studenci opanowali kampus politechniki, w tym laboratoria chemiczne, i bronili kompleksu podpalając radiowozy, strzelając z katapult i łuków oraz używając butelek z benzyną. Eskalacja zajść spowodował częściowy paraliż miasta: zamknięto przedszkola i szkoły, tunel między Kowloon i Hongkongiem, niektóre linie metra i część połączeń z Chinami. Policja otoczyła budynek i brutalnie pacyfikowała kampus, aresztując większość protestujących, jednak nie zdołała zdusić protestu. Wśród aresztowanych byli nie tylko protestujący, ale także ochotnicy niosący pomoc poszkodowanym, w tym personel medyczny.
W tym okresie sytuacja w mieście stawała się coraz bardziej napięta, a pokojowe marsze zamieniły się w regularne walki uliczne, policja zaś coraz częściej zaczęła używać pałek, gazu łzawiącego oraz amunicji kulkowej i ostrej. Przedłużające się protesty spowodowały, że w trzecim kwartale 2019 r. Hongkong wszedł w okres recesji. W przeprowadzonych w tym samym okresie wyborach do rad okręgów (osiedli), przy wyjątkowo wysokiej frekwencji, opozycyjni kandydaci odnieśli zdecydowane zwycięstwo. Kilka dni później w USA przyjęto ustawę, która uzależnia odnawianie uprzywilejowanego statusu handlowego Hongkongu od wyników corocznego przeglądu sytuacji w autonomii.
Od wybuchu protestów do listopada 2019 r. aresztowano ok. 4500 demonstrantów.
Protesty w większości wygasły po uchwaleniu kontrowersyjnej ustawy o bezpieczeństwie narodowym w Hongkongu 30 czerwca 2020 r.; w ciągu kolejnych kilku miesięcy większość opozycjonistów albo zaprzestała protestów, albo została aresztowana.